# Ger Apeldoorn
Ger Apeldoorn (1959) is een Nederlands acteur en schrijver.
Hij studeerde Nederlands en Theaterwetenschappen in Amsterdam. Vanaf 1986 werkt Apeldoorn samen met presentator en schrijver Harm Edens.

## Carrière
Apeldoorn is werkzaam als acteur en als schrijver. Hij schreef in de jaren negentig scripts voor de populaire comedyseries Het Zonnetje in Huis en SamSam. In 2005 was hij een van de schrijvers van de comedyserie Samen op Talpa. In 2007 en 2008 speelde hij de rol van Kees Bosch in Goede tijden, slechte tijden.
Ger Apeldoorn heeft als vertaler gewerkt voor Juniorpress en was daar onder andere vertaler van de Uncanny X-men onder de pseudoniem Gé Apeldee. In 2016 en 2017 schreef hij ook de scenario's voor enkele korte verhalen in de stripreeks Fflint voor het tijdschrift StripGlossy.
In 2014 verscheen het overzichtsboek De jaren Pep van zijn hand over de geschiedenis van het stripblad Pep. In 2018 verscheen het vervolg De jaren Eppo over de geschiedenis van het stripblad Eppo, waarvoor hij in 2015 de Stripcultuurbeurs ontving.
In 2019 ontving hij de P. Hans Frankfurtherprijs voor zijn verdiensten voor het stripverhaal in Nederland.

### Schrijver
- Laat maar zitten (1988-1991)
- In de Vlaamsche pot (1990-1994)
- Het Zonnetje in Huis (1995-2003)
- SamSam (1994-2003)
- Samen (2005-2006)
- S1NGLE (2008-heden)
- De Groote Markt 30 (2012-heden) (RTV Oost)
- StarBarz (2016-heden)
- Flikken Maastricht (Seizoen 18 - Aflevering 4) (2024)

### Acteur
- SamSam - Noud (afl. Plezier voor twee, 1995)
- Costa! - Baba Baksheesh (Klaas de Vries) 2001
- Goede tijden, slechte tijden - Kees Bosch (2007, 2008)